# Adresboek

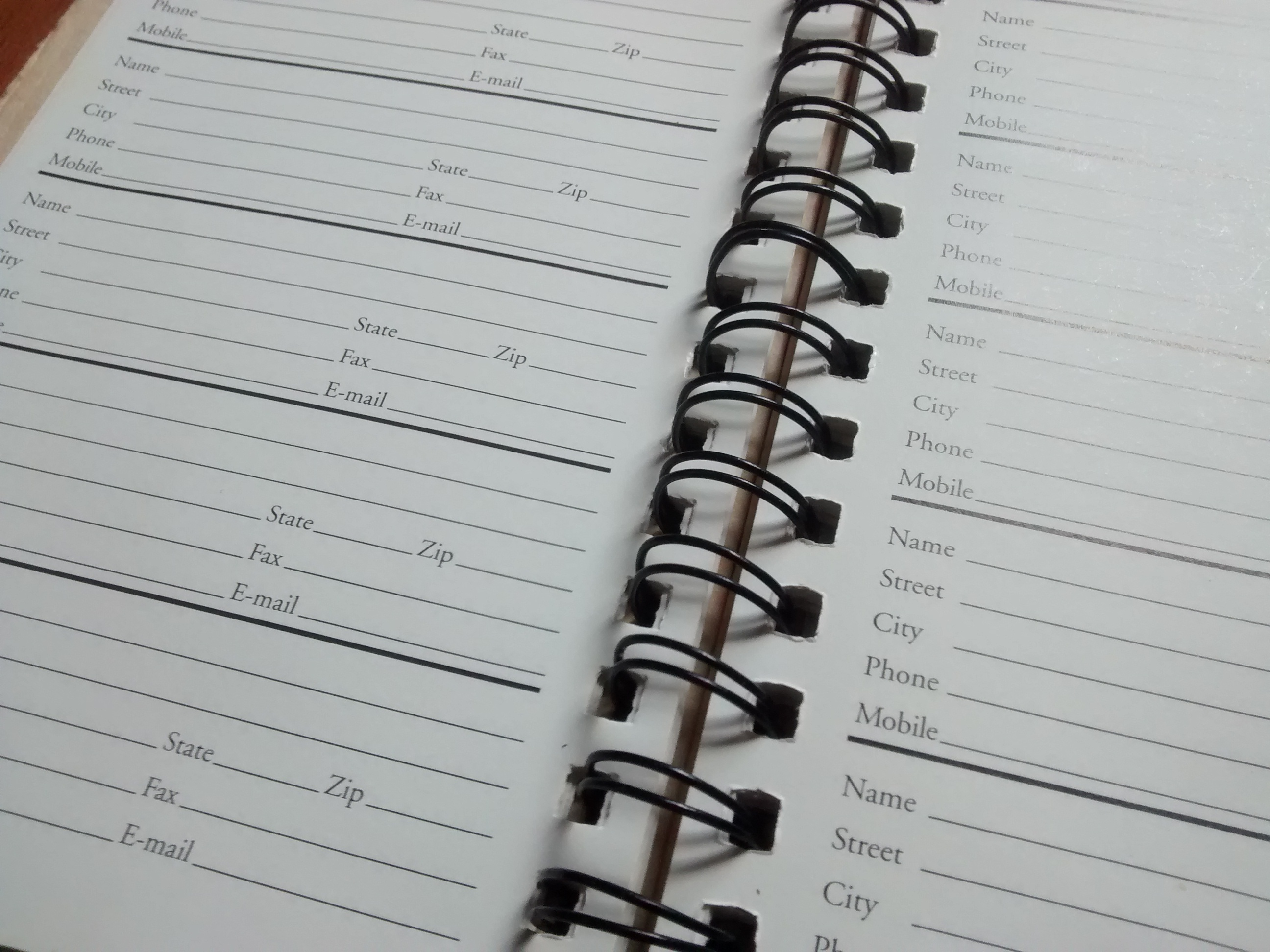
Een blanco pagina in een adresboek, bedoeld om handmatig ingevuld te worden.

Een adresboek is een verzameling van alfabetisch en/of systematisch geordende adressen. De adressen kunnen ofwel voorgedrukt zijn (bijvoorbeeld in de vorm van een klapper), dan wel zelf ingeschreven worden. Dit laatste fenomeen, met name het noteren van adressen in een adresboek, is sedert de opkomst van de elektronische communicatie (e-mail, sms) sterk verminderd. In de meeste e-mailclients bestaat een mogelijkheid om een elektronisch adresboek aan te leggen. Er is ook software op de markt, specifiek bedoeld om adressen te ordenen; voorbeelden zijn KAddressBook en Novell GroupWise.
Een item in een adresboek bestaat doorgaans uit volgende onderdelen:
- Naam en voornaam
- Bedrijf
- Adres (straat, huisnummer, busnummer, postcode, gemeente, land)
- Telefoonnummer
- E-mailadres
- Faxnummer